# Valdivia, Chile
Valdivia este un oraș cu 140.559 locuitori (2002) capitala regiunii Los Ríos, Chile.

## Galerie

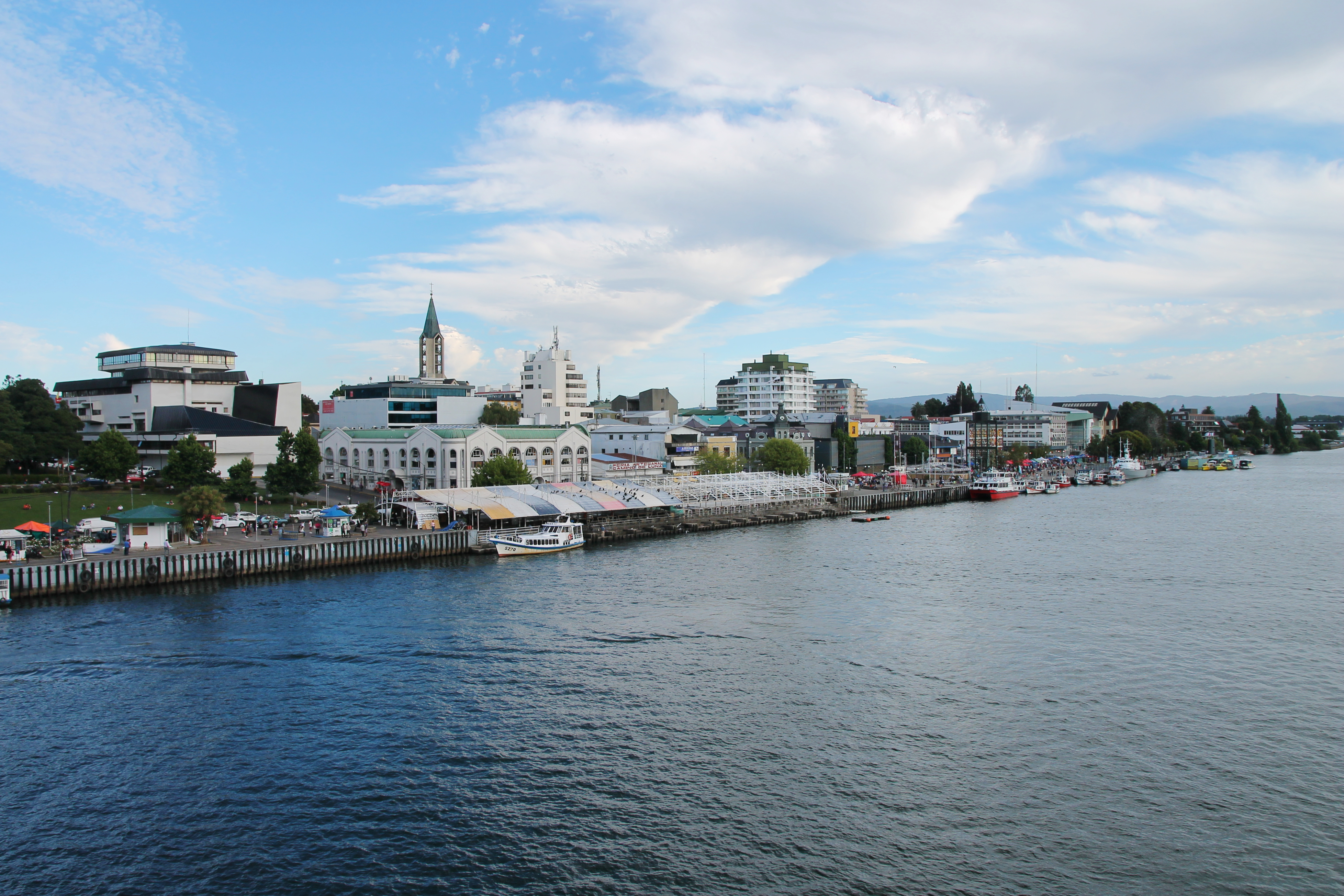
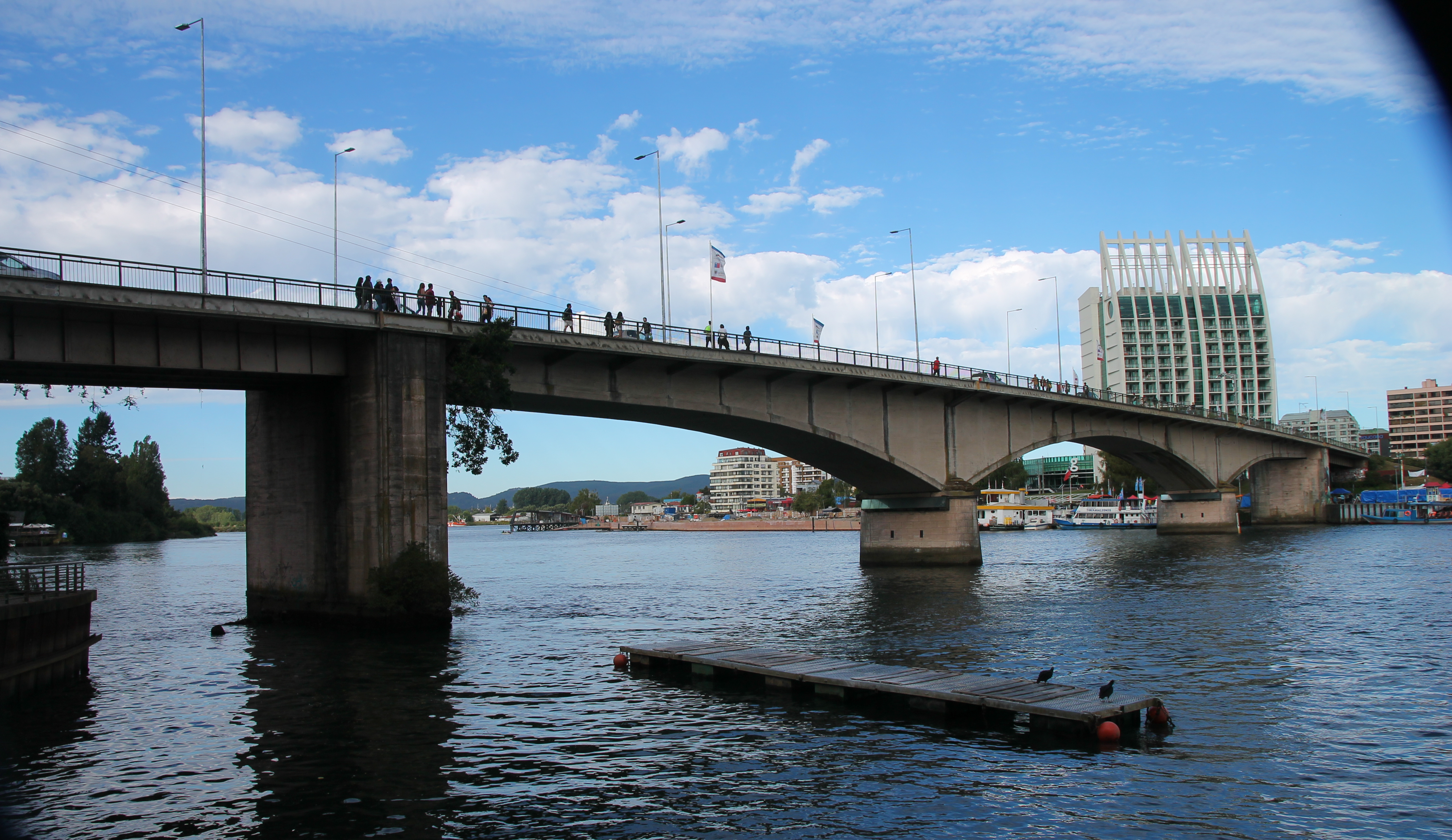
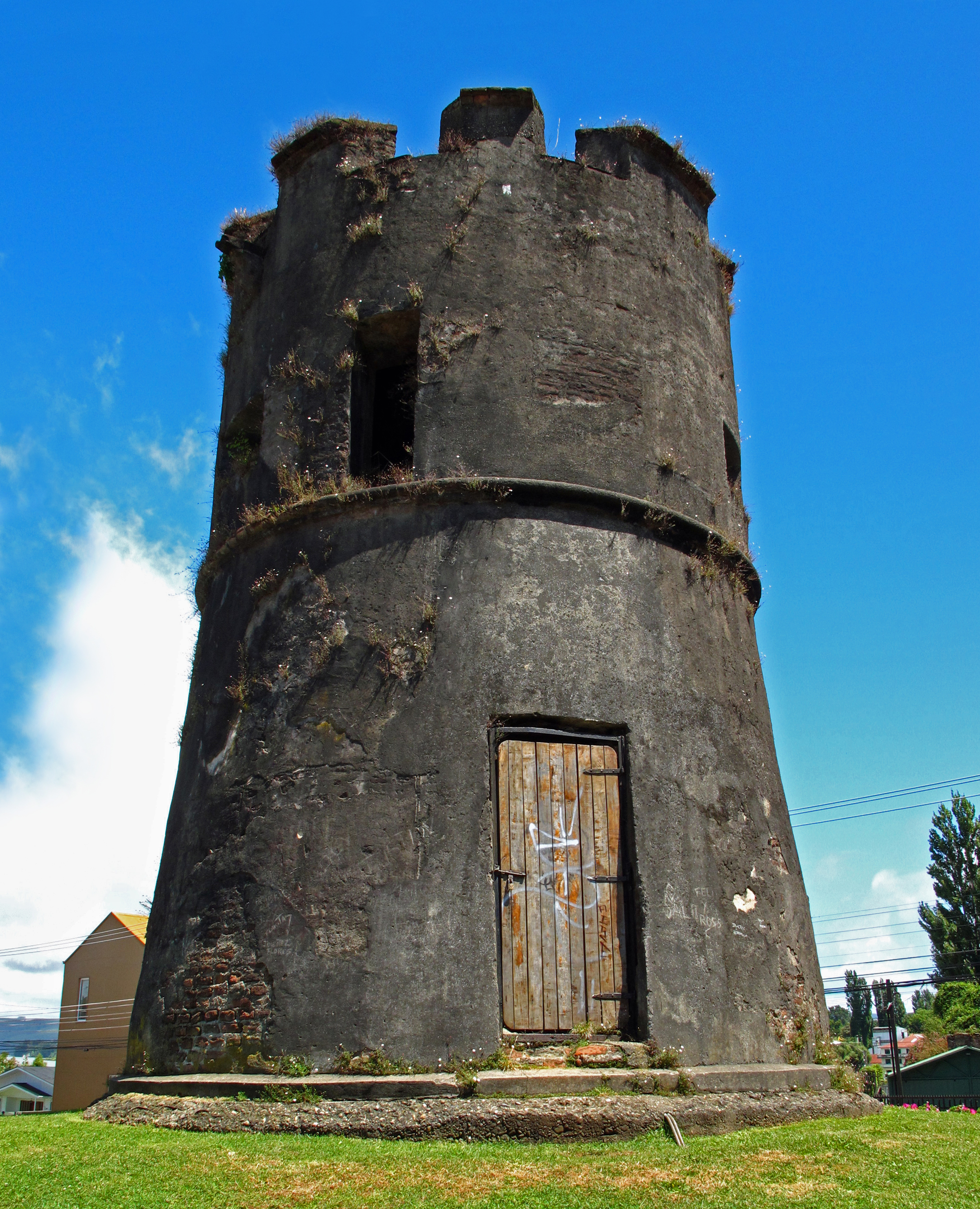
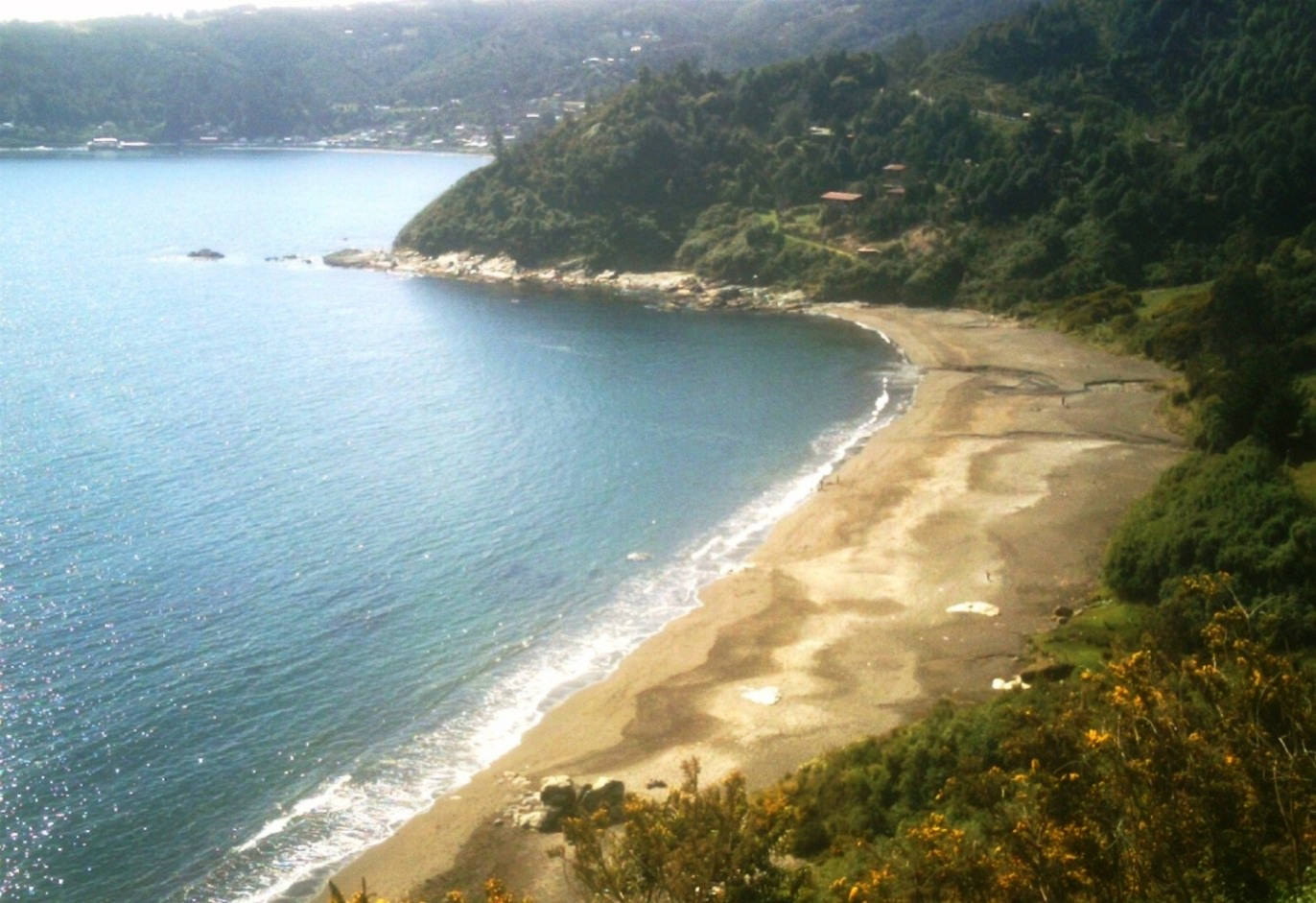
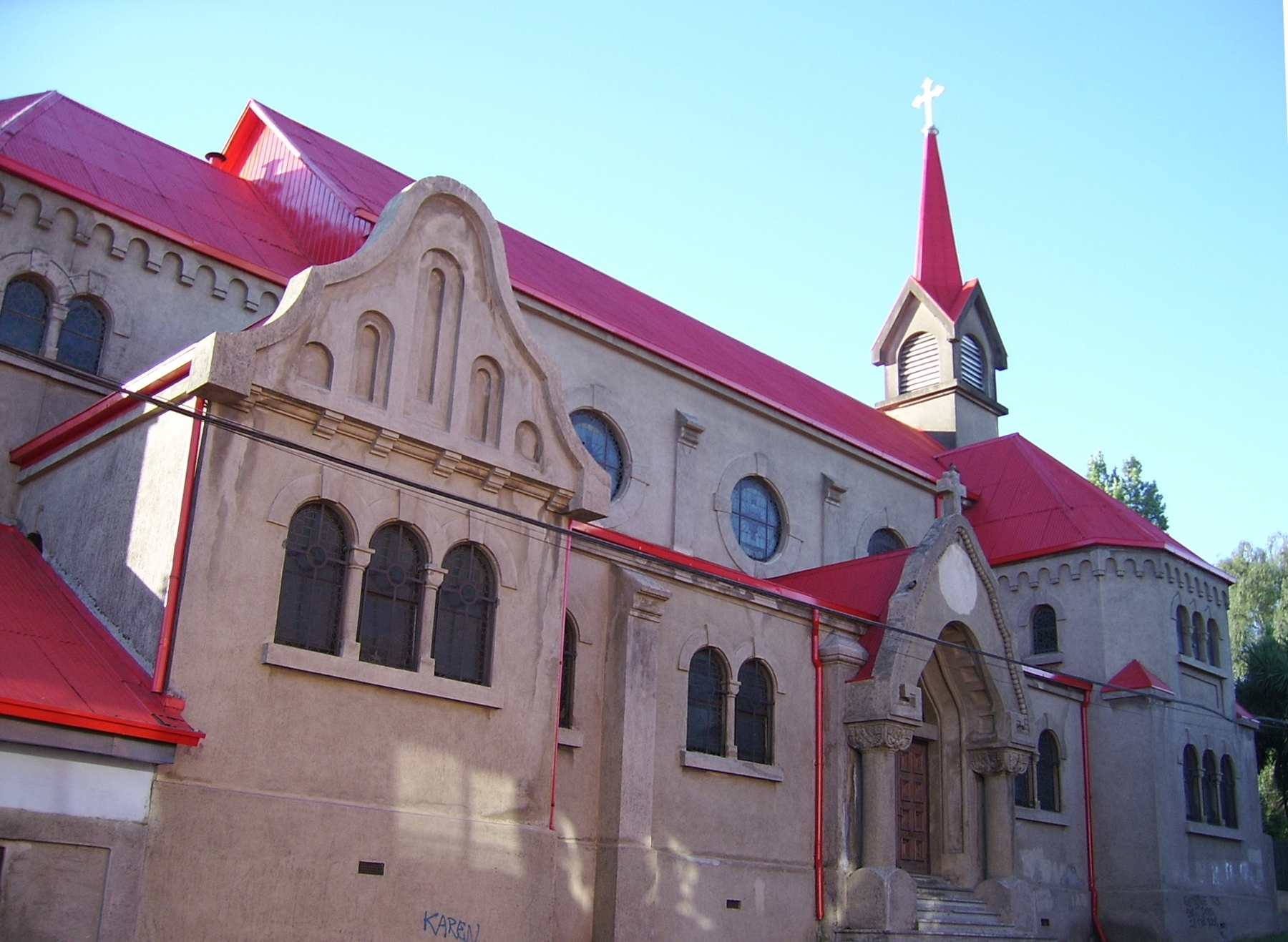
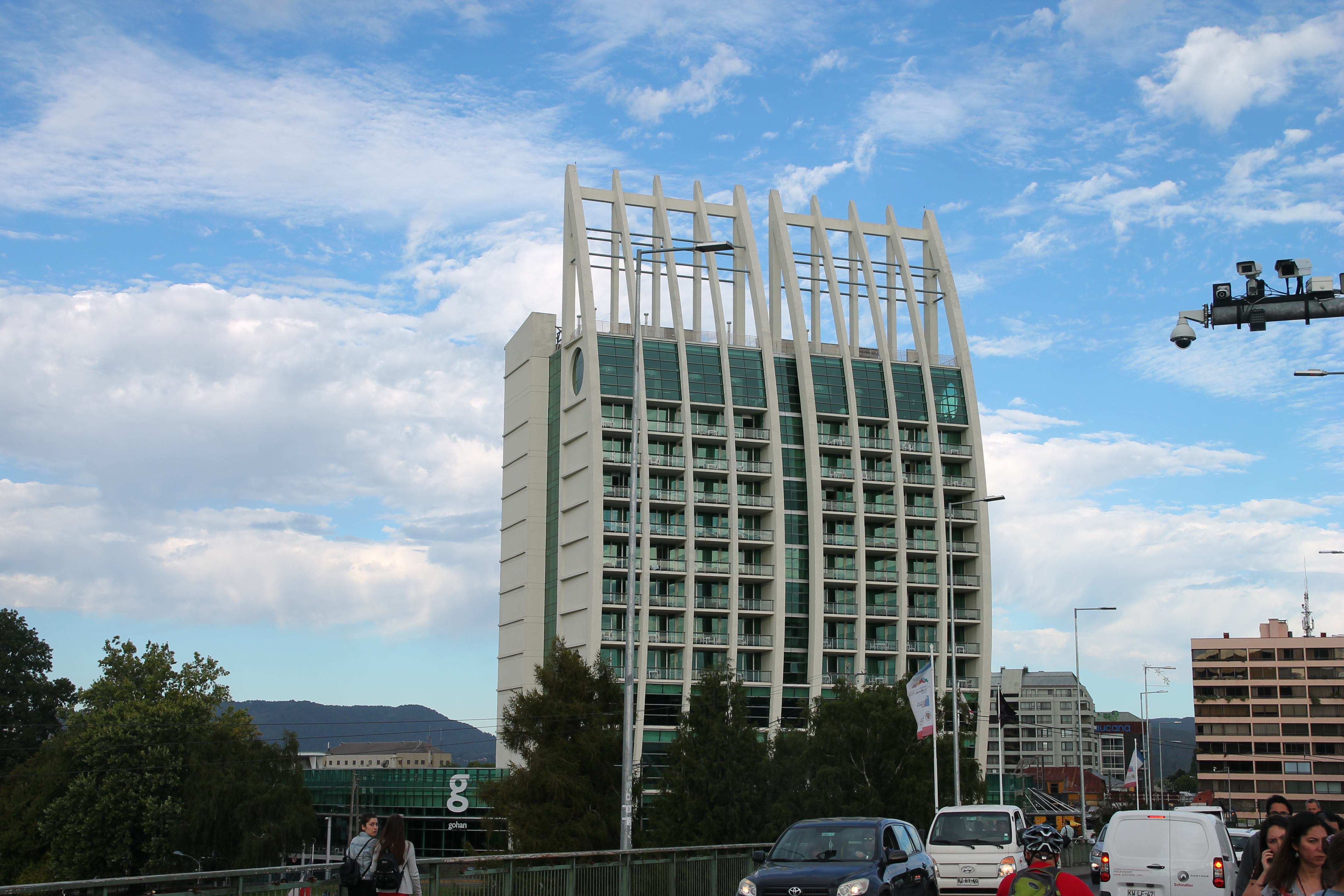